# Bodianus opercularis
Bodianus opercularis е вид бодлоперка от семейство Labridae. Видът не е застрашен от изчезване.

## Разпространение и местообитание
Разпространен е в Джибути, Египет, Еритрея, Йемен, Израел, Йордания, Кения, Мавриций, Мадагаскар, Остров Рождество, Реюнион, Саудитска Арабия, Судан и Танзания.
Среща се на дълбочина от 35 до 75 m.

## Описание
На дължина достигат до 18 cm.